# Tipula (Lunatipula) boregoensis
Tipula (Lunatipula) boregoensis is een tweevleugelige uit de familie langpootmuggen (Tipulidae). De soort komt voor in het Nearctisch gebied.